# Grace Quintanilla
Grace Quintanilla, (Ciudad de México, 25 de febrero de 1967-26 de febrero de 2019) fue una artista transdisciplinaria y gestora cultural mexicana, directora del Centro de Cultura Digital de 2012 a febrero de 2019.

## Biografía
Grace Quintanilla nació en la Ciudad de México el 25 de febrero de 1967. Su madre, Tina Cobos, era bailarina de cabaret. Su abuelo fue el artista estridentista Luis Quintanilla del Valle.
Estudió un postgrado en Televisión y Arte Electrónico en el Duncan of Jordanstone College of Art de la Universidad de Dundee, en Escocia.
En 2002 las Fundaciones Rockefeller y Macarthur la beca de nuevos medios. En 1997 ganó el segundo lugar de la primera emisión del Premio Nacional de Televisión Cultural otorgado por el Canal 22 y La Red Nacional de Radiodifusoras y Televisoras Culturales.
Fue integrante del Sistema Nacional de Creadores de Arte del FONCA en dos emisiones. 
Fue curadora de la antología de mujeres videoastas ¡Juega!, comisionada por el Museo de Mujeres Artistas Mexicanas y de la antología Familiar/Memorable en Ready Media: hacia una arqueología de los medios y la invención en México del Laboratorio Arte Alameda.
En 2007 fue directora artística del Festival de Artes Electrónicas y VideoTransitiomx_02: Fronteras Nómadas. Integrante del Consejo de Artes y Letras del FONCA entre 2004 y 2006, e integrante honoraria del Consejo de Evaluación y Planeación del Festival Transitio entre 2008 y 2010.
Desde 2008 fue parte del Consejo Consultivo del MUMA. En la Fundación Pedro Meyer fue directora y coordinadora de proyectos especiales.
Fue docente de la Facultad de Artes de la Universidad Autónoma del Estado de Morelos.
Expuso en varias ciudades de América Latina, Estados Unidos y Europa, en el festival Insync de Nueva York; en Mix Festival, exposición itinerante en México, Portugal y Brasil; en el Museo de Bellas Artes de Buenos Aires, British Short Film Festival en Londres, Video Positive en Liverpool, Fotofeis en Glasgow, Festival de Video Mexicano de Boston, Festival de Cinéma de Douarnenez, Fri Art Festival en Fribourg y AVE Festival en Arnhem.
En octubre de 2017 fue integrante del jurado de los Premios Ciudad de México.

## Obra artística
Su colaboración en un campo interdisciplinario del arte televisivo y el arte electrónico marcó una serie de tendencias artísticas y la incorporación del uso de la tecnología explora ámbitos de la experimentación audiovisual, que subraya y deconstruye lo perfomativo y represivo de las fronteras de género. El centro de Cultura Digital es un espacio dedicado a la creación de nuevas obras y generar un sentido de colectividad. Su desarrollo se dirige a proyectos relacionados con el uso de Internet y las tecnologías para la cultura, el objetivo es crear la vinculación de los ciudadanos a través de herramientas multimedia.